# Pandíon (pare d'Egeu)
Segons la mitologia grega, Pandíon (en grec antic Πανδίων), va ser un rei d'Atenes fill del segon Cècrops, que era fill d'Erecteu i de Praxítea. La seva mare era Metiadusa, filla d'Eupàlam.
Va succeir el seu pare i va ser el vuitè rei de l'Àtica. Durant el seu regnat es va produir l'arribada d'Orestes, que va ser purificat a Atenes de l'assassinat de la seva mare. Aquesta arribada es relacionava amb la institució, per part de Pandíon, de la "Festa de les gerres" durant les Antestèries.
Es deia que Pandíon va ser expulsat del tron per una revolta dels seus cosins, els fills de Mecíon. Va fugir a Mègara, al costat del rei Pilas, que li va donar la seva filla Pília en matrimoni. Quan Pilas va haver de marxar de Mègara per haver matat Biant, el germà del seu pare, el tron va passar a Pandíon. De vegades se situa el casament amb Pília abans de la revolta de Mecíon i els seus fills.
Pandíon va tenir quatre fills amb Pília, Egeu, Licos Nisos i Pal·lant.